# 大孖沙
大孖沙是一個香港用語，泛指一些作出巨額投資的富翁。每當一些公司進行首次公開募股（IPO）時，一般都會獲得數名大孖沙入股。假如那些大孖沙較為知名，往往會成為吸引散戶認購該新股的因素之一。
大孖沙一詞傳說是來自英文「master」一詞。